# Francavilla di Sicilia
Francavilla di Sicilia é uma comuna italiana da região da Sicília, província de Messina, com cerca de 4.060 habitantes. Estende-se por uma área de 82 km², tendo uma densidade populacional de 50 hab/km². Faz fronteira com Antillo, Castiglione di Sicilia (CT), Fondachelli-Fantina, Malvagna, Montalbano Elicona, Motta Camastra, Novara di Sicilia, Tripi.

## Demografia
| Variação demográfica do município entre 1861 e 2011                               |
|                                                                                   |
| Fonte: Istituto Nazionale di Statistica (ISTAT) - Elaboração gráfica da Wikipedia |